# Blechnum reedei
Blechnum reedei là một loài dương xỉ trong họ Blechnaceae. Loài này được Espin. mô tả khoa học đầu tiên năm 1938.
Danh pháp khoa học của loài này chưa được làm sáng tỏ. 